# Gerry Cooney
Gerry Cooney est un boxeur américain poids lourds né le 4 août 1956 à New York.

## Carrière amateur
Encouragé par son père à devenir boxeur, et suivant le modèle de son frère Tommy qui était boxeur amateur, Gerry Cooney devient boxeur, et remporte plusieurs tournois amateurs en Grande-Bretagne et aux États-Unis, notamment les gants d'or de New York à deux reprises en 1973 et 1976.

## Carrière professionnelle

### Débuts
Gerry Cooney commence sa carrière professionnelle en février 1977. Jusqu'à la fin des années 1970, il va combattre 22 fois, pour autant de victoires, dont 17 par KO. Il devient bientôt le grand espoir blanc de l'Amérique pour aller conquérir le titre de champion du monde des poids lourds, qui n'a plus été détenu par un blanc depuis les années 1950. 
Il combat 3 fois entre 1980 et 1981 : Il combat d'abord deux anciens challengers mondiaux, ayant chacun livrés des combats contre George Foreman et Mohamed Ali : Jimmy Young, qu'il bat par KO au 4e round, puis Ron Lyle qu'il met KO au premier round. Cooney bat ensuite l'ancien champion du monde Ken Norton au premier round. Sur le déclin, ce dernier met un terme à sa carrière à l'issue de cette défaite.

### Championnat du monde contre Larry Holmes
Ses résultats lui permettent de rencontrer le champion du monde Larry Holmes, qui a déjà défendu son titre 11 fois. Originellement prévu le 15 mars, le combat est repoussé pour cause de blessure à l'épaule de Cooney, le 11 juin 1982. La promotion de Don King est surtout axée sur la question de la couleur. Malgré une attitude respectueuse de Cooney lui-même en interview, ce combat déchaine les passions, Holmes reçoit des menaces de mort, sa maison est vandalisée, et le Ku Klux Klan soutient Cooney. Ce combat est très attendu, à l'époque, il engrange le record de gains pour un match de boxe. Chacun des deux combattants recevra 10 millions pour ce combat. Un parterre de célébrité prend place dans les tribunes le soir du combat. Des snipers sont sur les toits en cas de débordement.
Larry Holmes remporte les deux premiers rounds, envoyant même Cooney à terre à la fin du second. Cooney revient dans les rounds suivants, plaçant plusieurs bons coups, travaillant beaucoup au corps. Holmes reste patient et envoie beaucoup de jabs, bientôt, l’œil de Cooney se ferme et il a une coupure sur le nez. À la fin du 6e round, Cooney est proche d'aller au tapis une nouvelle fois. Il reste pourtant l'agresseur dans les rounds suivants, Holmes parvenant toutefois à le contrer. À 3 reprises, Cooney sera pénalisé pour coups bas. Le 10e round sera particulièrement acharné et violent, les deux hommes donnant un nombre élevé de coups. À partir de la fin du 11e round, Cooney lève le pied, il reçoit de plus en plus de jabs. Il touche Holmes moins souvent et moins efficacement. Ébranlé par une série de coups à la fin du 13e round, son entraineur monte sur le ring et l'arrête, Holmes conserve sa ceinture une 12e fois. Holmes et Cooney deviendront amis.

### L'après Holmes
Après cette défaite, Cooney ne boxe plus qu'occasionnellement. En 1984, il bat deux boxeurs par KO ; il ne combat pas en 1985 et une seule fois en 1986, pour une victoire au premier round. En 1987, il rencontre l'ancien champion du monde des lourds-légers Michael Spinks mais il connaît la deuxième défaite de sa carrière en étant mis KO au 5e round. Son dernier combat a lieu en 1990 face à George Foreman. Cooney est battu en seulement deux rounds par l'ancien champion du monde et met un terme à sa carrière.